# Daniel Pedersen
Daniel Pedersen, född 1978, är en svensk författare och översättare. År 2024 publicerade han Natt och aska: Förintelsens litteraturer på Nirstedt/litteratur.
Pedersen har översatt verk av bland andra Gilles Deleuze & Félix Guattari och Roland Barthes.

## Översättningar (urval)
- 2012 – Gilles Deleuze & Félix Guattari, Kafka: för en mindre litteratur (Bokförlaget Daidalos; ISBN 9789171733610)
- 2015 – Roland Barthes, Textasen: om textens njutningar (Bokförlaget Faethon; ISBN 9789198275902)
- 2019 – Daniel Heller-Roazen, Echolalia: att glömma språk (Bokförlaget Faethon; ISBN 9789198514841)
- 2019 – J.G. Ballard, Crash (Bokförlaget Faethon; ISBN 9789198499759
- 2020 – Roland Barthes, Eiffeltornet (Bokförlaget Faethon; ISBN 9789189113190)
- 2021 – Carlo Ossola, Introduktion till Divina Commedia (Bokförlaget Faethon; ISBN 9789189113190)